# Različica SARS-CoV-2 gama
Različica gama virusa SARS-CoV-2, imenovana tudi varianta gama, linija P.1, VOC-202101/02 ali neustrezno brazilska različica je ena od virusnih različic SARS-CoV-2, povzročitelja covida 19. Ima 17 aminokislinskih substitucij (mutacij v zaporedju aminokislin), od česar jih je deset v konični beljakovini in nadalje tri od njih posebej zaskrbljujoče: N501Y, E484K in K417T. Prvič so jo zaznali v Nacionalnem inštitutu za nalezljive bolezni na Japonskem, in sicer pri štirih osebah, ki so šriti dni pred tem pripotovale iz brazilske zvezne države Amazonas. Kasneje so potrdili, da gre za različico, ki kroži med prebivalstvom Brazilije.
V začetku leta 2021 je različica gama povzročila obširen izbruh v Manausu, prestolnici države Amazonas, ki je sicer doživelo hud izbruh covida 19 že v maju 2020 in za katerega prebivalstvo je raziskava pokazala veliko prekuženost oziroma seroprevalenco protiteles proti SARS-CoV-2. Raziskava, objavljena v strokovni reviji 
Science Journal je pokazala za različico gama, da se lažje prenaša in ima višjo smrtnos (v primerjavi z B.1.1.28).
Obstajata dve podrazličici, in sicer 28-AM-1 in 28-AM-2; pri obeh so prisotne mutacije K417T, E484K in N501Y, razvili pa sta se nepovezano ena od druge v amazonskem predelu Brazilije.
V Sloveniji se različica beta ni razširila; do 17. junija 2021 so na primer v Nacionalnem laboratoriju za zdravje, okolje in hrano med vsemi testiranimi vzorci skupno potrdili različico gama le pri sedmih vzorcih, na Inštitutu za mikrobiologijo pa do 1. 8. 2021 pri treh vzorcih.